# إم 109 هاوتزر
إم 109 هاوتزر (بالإنجليزية: M109 howitzer)‏ هو مدفع ذاتي الحركة عيار 155 مم. يتألف طاقمه من 8 أفراد. ويبلغ وزنه الكامل 25 طن وتبلغ سرعته القصوى على الطرق 56 كم/ساعة. ويصل مدي المدفع العملياتي (مدى التنقل على الطرقات) 350 كم وسلاحه الرئيسي مدفع عيار 155 مسلح بـ 34 قذيفة بالإضافة إلى مدفع رشاش عيار 12.7 مع 500 طلقة.

## نبذة عنه
عقد مؤتمر في واشنطن العاصمة، في يناير 1952، حول موضوع المدفعية الذاتية الحركة، وأشار المؤتمر إلى الحاجة الملحة لوجود مدفعية ذاتية الحركة متطورة.
وبعد المؤتمر بفترة وجيزة بدأت الدراسات النظرية المبدئية لإحلال مدافع وهاوتزرات ذاتية الحركة محل المدفع من عيار 155 مم، من نوع M44.
قدمت أول دراسة لهندسة المدفع في أغسطس 1952، الذي أطلق عليه اسم هاوتزر عيار 156 مم، ذاتي الحركة T196، ولكنها رفضت، وقدمت دراسات أخرى، في سبتمبر 1953.
وفي مؤتمر عقد في مايو 1954، اُعتمدت الفكرة، وفي يونيه 1954، عقد مؤتمر Fort Monroe لمراجعة الخصائص العسكرية، لبرنامج المدافع الذاتية الحركة بأكمله وتحديدها. عندئذ تقرر إعداد أفكار مستقبلية عن T196 ، مع التصميم المقترح لهاوتزر 110 مم، ذاتي الحركة، T195. واستمرت الدراسة على هذا النحو، وأخيراً في يونيه 1956 تقرر استخدام الهيكل الأساسي، وبرج T195 ولكن بهاوتزر عيار 155 مم، بدلا من الهاوتزر الأصلي عيار 156 مم.
في أكتوبر 1956 روجع نموذج بالحجم الطبيعي للمدفع T196، وأعطي تفويض شفهي، للمضي قدما في تطوير النموذج الأول، كانت الفروق الرئيسية بينه وبين T195، تنحصر في الطاقة وآليات حركة البرج، وأماكن الذخيرة المختلفة، ومجرافين في مؤخرة الهيكل الخارجي. وأنتج النموذج الأول للمدفع T195، في 1959، بعد ستة أشهر من النموذج T195 عيار 105مم.
وفي أثناء التقييم الأولي للمستخدم، في Fort Conx، حدثت بعض الأعطال في أجهزة التعليق. واختلف النموذج الأول عن العربات اللاحقة، في هيكله، وبرجه، واستخدمت عَجَلة الطريق السابعة، كترس وسيط، وتم تشغيلها بوساطة محول بنزين كونتنيتال.
وضعت سياسة لاستخدام محركات ديزل بدلاً من محركات البنزين، في عربات القتال المستقبلية في 1959، وتم تجهيز النموذج الأول للمدفع T196، بمحرك ديزل
وأطلق عليه اسم جديد، فأصبح T196E1 .
في فبراير 1961، قُدم طلب بمركبتين T196E1، قبل الإنتاج، وسلمتا خلال ستة أشهر. وبعد العديد من التجارب، صنف المدفع T196E1 كنوع إنتاج محدود في ديسمبر 1961.
وقبل هذا القرار بشهرين، في أكتوبر، قدم طلب لقسم سيارات كاديلاك للإنتاج لمدة سنة واحدة، من T196E1، بمصنع دبابات الجيش، بكليفلاند.
تم الانتهاء من أول دفعة من إنتاج العربات، في أكتوبر 1962، وفي يناير 1963، أُعطي الترخيص بتمديد الإنتاج، وفي يوليه من نفس العام، صنف T196E1، كمدفع قياسي وأطلق عليه اسم هاوتزر متوسط ذاتي الحركة عيار 155 مم، M109.
وفي بداية عام 1963، فازت شركة كاديلاك بعقد لسنة ثانية من الإنتاج. ورسى عقد السنة الثالثة، على شركة كرايسلر في ديسمبر 1963، على الرغم من أن الإنتاج ظل في مصنع دبابات الجيش «بكليفلاند» وصدرت أول مدافع M109 ، للجيش الأمريكي في يونيه 1963.
أُجري مزيد من التطورات على المدفع M109 وأدت إلى ظهور النموذجان M109A1، و M109A2، ومع حلول بداية 1979، كان الإنتاج قد تخطى أربعة آلاف
وحدة. من إنتاج مصنع دبابات الجيش بكليفلاند من المدفع الهاوتزر M109، للقوات المسلحة الأمريكية.
واستخدمته القوات الأمريكية والبريطانية في حرب الخليج، ويعمل بمرافقته عربة الإمداد بالذخيرة، وعربة لتوجيه النيران، وعربة قيادة.

## المنشأ والدول المستخدمة
1. بلد المنشأ: الولايات المتحدة الأمريكية.
2. الاستخدام: هاوتزر محمل على جنزير ذاتي الحركة.
3. الدول المستخدِمة: أستراليا، بلغاريا، كندا، الدانمرك، مصر، إثيوبيا، ألمانيا، اليونان، إيران، إسرائيل، إيطاليا، الأردن، كوريا الجنوبية، الكويت، المغرب، هولندا، النرويج، باكستان، بيرو، البرتغال، المملكة العربية السعودية، أسبانيا، سويسرا، تايوان، تايلاند، المملكة المتحدة. العراق.

## المواصفات العامة والفنية
1. المواصفات العامة:
• التسليح:
- العيار 155 مم
- الطاقم 6 أفراد
- أقصى مدى 18100 م
- أقصى زاوية ارتفاع للمدفع + 75 درجة
- أقصى زاوية انخفاض للمدفع - 3 درجات
- أقصى زاوية دوران للمدفع في الاتجاه الأفقي 360 درجة
- معدل رماية المدفع ثلاث قذائف، في الدقيقة
- وزن المدفع مع تجهيزات القتال (الوزن بالشدة الكاملة) 5طن
- وزن المدفع من دون تجهيزات 21طن
- الطول والمدفع إلى الأمام 9.12 م
- طول الجسم 6.19 م
- العرض 3.15 م
- الارتفاع شامل الرشاش المضاد للطائرات 3.280 م
- الارتفاع من دون الرشاش 3م
- ارتفاع بطن المركبة عن الأرض45 سم
- أقصى سرعة 56.3 كم/ ساعة
- سعة الكلية لخزانات الوقود 511 لتراً
- اجتياز مانع، لا يزيد عمقه على 1.45
- صعود مرتفع، زاوية ميله 60 %
- السير على ميل جانبي، زاويته 40 %
- عبور خندق حاد الحافة، عرضه 1.83 م
- زُوْدَّت العربة برشاشات مضاد للطائرات من عيار 12.7 أو 7.62 مم.

• الذخيرة:
- 34 قذيفة، من عيار 155 مم.

5الخضراء مدى 9800
7البيضاء المدى 14600
8الحمراء 18100
- 500 طلقة، للرشاش المضاد للطائرات.

2. خفة الحركة والمناورة:
- المحرك: محرك ديزل ديترويت، موديل 8V-71T، يبرد بالسائل، قوّته 405 حصاناً، عند سرعة دوران 2300 دورة، في الدقيقة.
- أجهزة نقل الحركة: ذو أربع سرعات أمامية، وسرعتان خلفيتان.
- أجهزة التعليق: من نوع القضيب الالتواني على أعمدة عصر.
- النظام الكهربائي: 24 فولتاً.
- البطاريات: 4 بطاريات، جهد كُلٍ منهما 12 فولتاً، موديل 6TN.

يعمل بنظام الهيدروليكى
قوة ضغط الزيت م925 1225

## مستخدمين:
الكويت 23 مدفعيه
1. ↑   https://www.nsnlookup.com/equipment-intelligence/land/m109. {{استشهاد ويب}}: |url= بحاجة لعنوان (مساعدة) والوسيط |title= غير موجود أو فارغ (من ويكي بيانات) (مساعدة)
2. ↑  "Oto Melara 155 mm M109L self-propelled howitzer (Italy)". Jane's Armour and Artillery. Janes.com. 9 فبراير 2010. مؤرشف من الأصل في 2009-12-12. اطلع عليه بتاريخ 2010-12-23.
3. ↑  "Error Page". BAE Systems - International. مؤرشف من الأصل في 2018-12-17.
4. ↑  These Are the New Weapons the Pentagon Chief Wants for Tomorrow’s Wars- Defenseone.com, 2 February 2016 نسخة محفوظة 20 ديسمبر 2017 على موقع واي باك مشين.

- الموسوعة العالمية للأسلحة
- منتدى الجيش العربي

## وصلات خارجية
هاوتزر عيار 155 مم، M 109 على يوتيوب